# Notacja Siegbahna
Notacja Siegbahna – rodzaj zapisu stosowany w spektroskopii promieni X do określania linii spektralnych charakterystycznych dla danych pierwiastków. Została wprowadzona przez Karla Siegbahna.
Linie charakterystyczne emitowanego promieniowania X odpowiadają przejściom elektronowym w atomie – kiedy elektron przeskakuje na niższy, wolny stan jednej z wewnętrznych powłok elektronowych atomu. Taki wolny stan może być wytworzony przez bombardowanie elektronami w lampie rentgenowskiej, przez inne cząstki, jak w PIXE, przez inne promienie X we fluorescencji rentgenowskiej lub przez rozpad promieniotwórczy.
Tabela poniżej ukazuje związek między nazwami kilku linii widmowych w tej notacji a poziomami elektronowymi.
| Niższy poziom energetyczny | Wyższy poziom energetyczny | Nazwa linii |
| -------------------------- | -------------------------- | ----------- |
| K (1s)                     | L3 (2p3/2)                 | Kα1         |
| K (1s)                     | L2 (2p1/2)                 | Kα2         |
| K (1s)                     | M3 (3p3/2)                 | Kβ1         |
| L3 (2p3/2)                 | M5 (3d5/2)                 | Lα1         |
| L2 (2p1/2)                 | M4 (3d3/2)                 | Lβ1         |
| M5 (3d5/2)                 | N7 (5p3/2)                 | Mα1         |

Notacja ta jest szeroko używana w spektroskopii, lecz IUPAC (Międzynarodowa Unia Chemii Czystej i Stosowanej) rekomenduje inną notację, przedstawioną poniżej.
| Notacja Siegbahna | Notacja IUPAC |
| ----------------- | ------------- |
| Kα1               | K-L3          |
| Kα2               | K-L2          |
| Kβ1               | K-M3          |
| Lα1               | L3-M5         |
| Lβ1               | L2-M4         |
| Mα1               | M5-N7         |